# ديفيد دوكز
ديفيد دوكز (بالإنجليزية: David Dukes)‏ مواليد 6 يونيو 1945 في سان فرانسيسكو - الوفاة 9 أكتوبر 2000 في ليكوود، الولايات المتحدة، هو ممثل أمريكي.

## الأعمال

### مسلسلات
- ذا جيفرسونز
- ون داي آت أتايم
- ثريز كومباني
- دياجنوسيز: موردر
- بارني ميلر

## روابط خارجية
- ديفيد دوكز على موقع IMDb (الإنجليزية)
- ديفيد دوكز على موقع ميتاكريتيك (الإنجليزية)
- ديفيد دوكز على موقع روتن توميتوز (الإنجليزية)
- ديفيد دوكز على موقع ألو سيني (الفرنسية)
- ديفيد دوكز على موقع ميوزك برينز (الإنجليزية)
- ديفيد دوكز على موقع قاعدة بيانات برودواي على الإنترنت (الإنجليزية)
- ديفيد دوكز على موقع إن إن دي بي (الإنجليزية)
- ديفيد دوكز على موقع ديسكوغز (الإنجليزية)
- ديفيد دوكز على موقع قاعدة بيانات الفيلم (الإنجليزية)